# 鷹司冬家
鷹司 冬家（たかつかさ ふゆいえ）は、南北朝時代から室町時代にかけての公卿。鷹司家8代当主。
関白・鷹司冬通の子。官位は正二位・右大臣。

## 官職歴
- ? - 嘉慶2年5月26日（1388年6月30日）　右近衛中将
- 永和4年3月24日（1378年4月21日） - 永徳元年（1381年）　播磨権守
- 永徳元年12月24日（1382年1月9日） - 嘉慶2年5月26日（1388年6月30日）　権中納言
- 嘉慶2年5月26日（1388年6月30日） - 明徳元年4月14日（1390年5月28日）　権大納言
- 明徳元年12月24日（1391年1月29日） - 応永元年12月25日（1395年1月16日）　権大納言
- 応永2年6月3日（1395年6月20日） - 応永6年2月22日（1399年3月29日）　権大納言
- 応永18年4月11日（1411年5月3日） - 応永21年12月（1415年1月）　右大臣

## 位階歴
- 永和4年8月17日（1378年9月9日） - 従三位
- 康暦3年正月6日（1381年1月31日） - 正三位
- 明徳3年正月6日（1392年1月30日） - 従二位
- 明徳4年正月5日（1393年2月16日） - 正二位
- 応永22年正月6日（1415年2月15日） - 従一位

## 系譜
- 父：鷹司冬通（1331-1386）
- 母：洞院公敏の娘
- 妻：不詳
  - 男子：鷹司房平（1408-1472）
  - 男子：昭円